# Powiat zwoleński

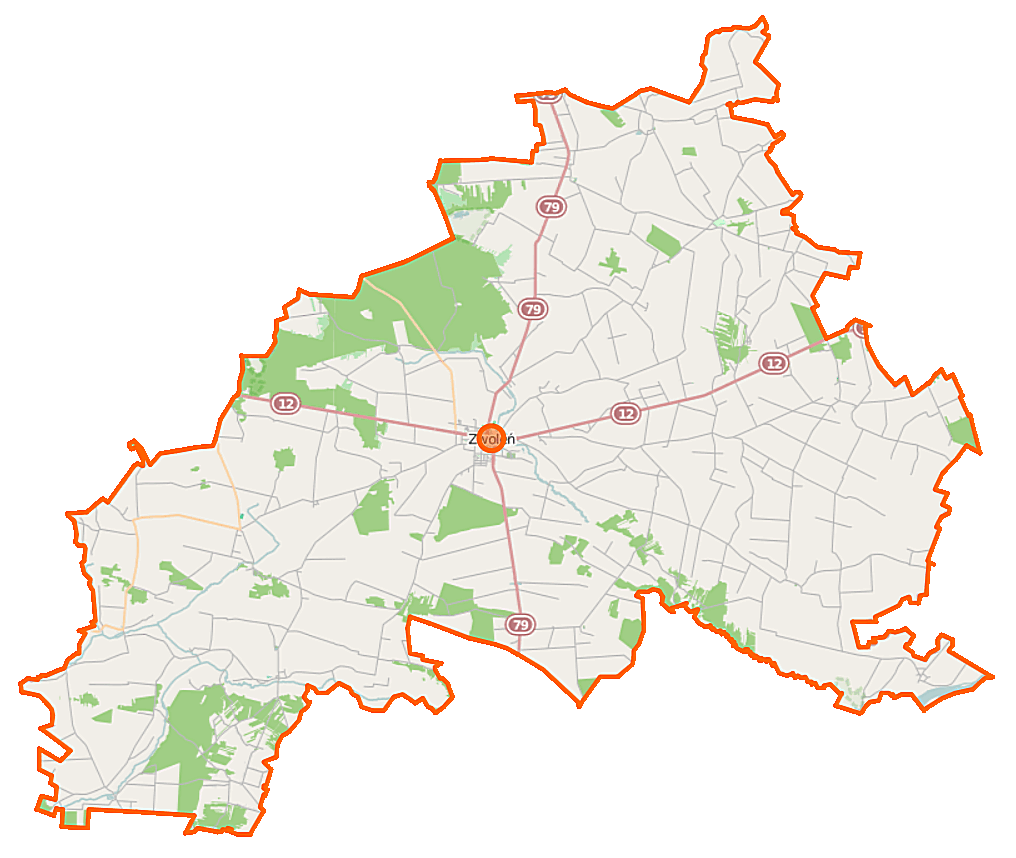
Mapa powiatu

Powiat zwoleński – powiat w Polsce (województwo mazowieckie), utworzony w 1999 roku w ramach reformy administracyjnej. Jego siedzibą jest miasto Zwoleń.
W skład powiatu wchodzą:
- gminy miejsko-wiejskie: Kazanów, Zwoleń
- gminy wiejskie: Policzna, Przyłęk, Tczów
- miasta: Kazanów, Zwoleń

Według danych z 31 grudnia 2019 roku powiat zamieszkiwało 36 166 osób. Natomiast według danych z 30 czerwca 2020 roku powiat zamieszkiwało 36 026 osób.

## Historia
Powiat zwoleński powołano 1 października 1954 w województwie kieleckim, jako jeden z pierwszych powiatów utworzonych tuż po wprowadzeniu gromad w miejsce dotychczasowych gmin (29 września 1954) jako podstawowych jednostek administracyjnych PRL. Na powiat zwoleński złożyły się 1 miasto i 22 gromady, które wyłączono z dwóch powiatów w województwie kieleckim (w praktyce gromady te należały do tych powiatów przez zaledwie dwa dni):
- z powiatu kozienickiego:
  - miasto Zwoleń
  - gromady Babin, Bartodzieje, Brzezinki, Chechły, Czarnolas, Grabów nad Wisłą, Gródek Stary, Łagów, Ławeczko, Paciorkowa Wola, Policzna, Przyłęk, Rudki, Sarnów, Sucha, Sycyna, Strykowice, Tczów, Zawada
- z powiatu iłżeckiego:
  - gromady Jasieniec Solecki, Kazanów i Pcin

31 grudnia 1959 roku zniesiono gromady:
- Babin (włączono do gromad Przyłęk i Grabów nad Wisłą)
- Bartodzieje (włączono do gromad Brzezinki Stare i Tczów)

31 grudnia 1961 roku zniesiono gromadę Paciorkowa Wola (włączono do gromad Czarnolas, Policzna, Strykowice Górne i Grabów nad Wisłą).
1 stycznia 1969 roku zniesiono gromady:
- Brzezinki Stare (włączono do gromady Tczów)
- Pcin (włączono do gromad Jasieniec Solecki, Sycyna i Kazanów)
- Zawada Stara (włączono do gromad Sarnów i Gródek Stary)

1 stycznia 1970 roku siedzibę gromady Strykowice Górne przeniesiono ze Strykowic Górnych do Zwolenia a nazwę gromady zmieniono na gromada Zwoleń.
Po zniesieniu gromad i reaktywacji gmin z dniem 1 stycznia 1973 roku powiat zwoleński podzielono na 1 miasto i 5 gmin:
- miasto Zwoleń
- gminy Kazanów, Policzna, Przyłęk, Tczów i Zwoleń

Po reformie administracyjnej obowiązującej od 1 czerwca 1975 roku terytorium zniesionego powiatu zwoleńskiego włączono do nowo utworzonego województwa radomskiego. Wraz z reformą administracyjną z 1999 roku przywrócono w województwie mazowieckim powiat zwoleński o kształcie i podziale administracyjnym identycznych do tych z 1975 roku (jedynie miasto i gminę Zwoleń połączono 1 stycznia 1992 roku we wspólną gminę miejsko-wiejską Zwoleń). Porównując obszar dzisiejszego powiatu zwoleńskiego z obszarem z 1954 roku można zauważyć, że niektóre tereny znajdują się obecnie w powiatach kozienickim (Sarnów), radomskim (Sucha) i lipskim (Pcin od 1968 roku).

## Demografia

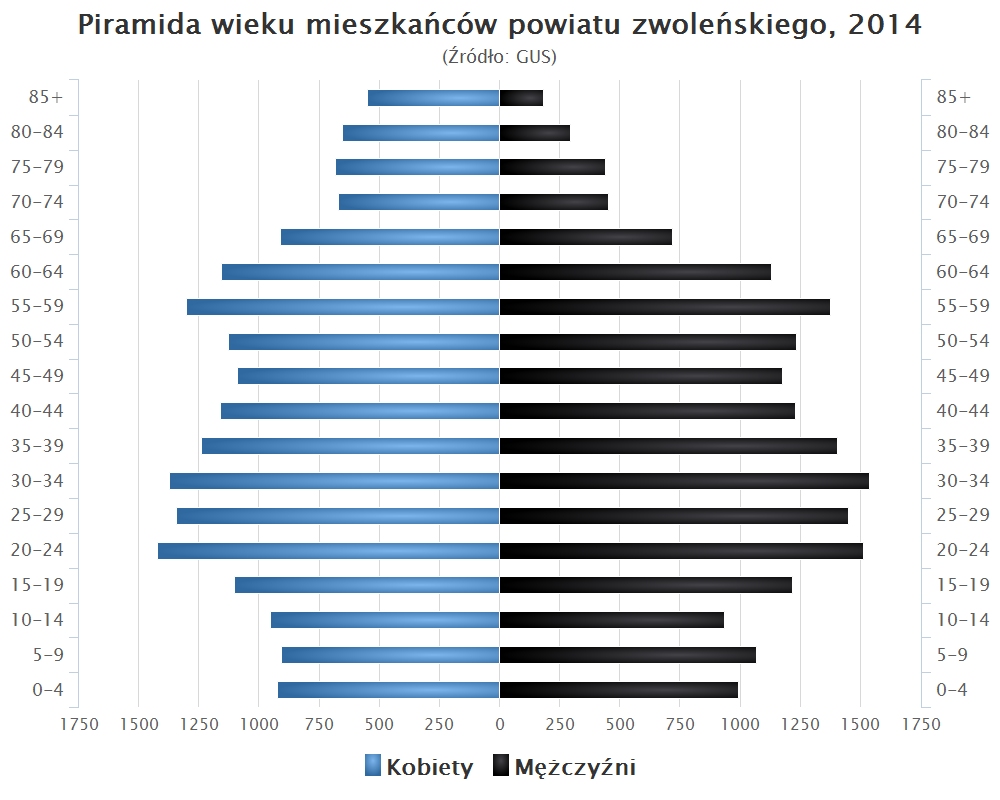
Piramida wieku mieszkańców powiatu zwoleńskiego w 2014 roku

Liczba ludności (dane z 30 czerwca 2005):
|        | Ogółem | Ogółem | Kobiety | Kobiety | Mężczyźni | Mężczyźni |
| osób   | %      | osób   | %       | osób    | %         |           |
| ------ | ------ | ------ | ------- | ------- | --------- | --------- |
| Ogółem | 37 232 | 100    | 18 723  | 50,29   | 18 509    | 49,71     |
| Miasto | 8164   | 21,93  | 4251    | 11,42   | 3913      | 10,51     |
| Wieś   | 29 068 | 78,07  | 14 472  | 38,87   | 14 596    | 39,20     |

▶Wieś vs ▶miasto
Ogółem (▶k, ▶m)
Miasto (▶k, ▶m)
Wieś (▶k, ▶m)

## Sąsiednie powiaty
- powiat lipski
- powiat radomski
- powiat kozienicki
- powiat puławski (lubelskie)
- powiat opolski (lubelskie)